# ایوان نویل
ایوان نویل (انگلیسی: Ivan Neville؛ زادهٔ ۱۹ اوت ۱۹۵۹) یک موسیقی‌دان اهل ایالات متحده آمریکا است. وی از سال ۱۹۸۳ میلادی تاکنون مشغول فعالیت بوده‌است.